# گمینا اوگوستوو
گمینا اوگوستوو (به لهستانی:  Gmina Augustów) یک گمینا در لهستان است که در شهرستان اوگوستوف واقع شده‌است. گمینا اوگوستوو ۲۶۶٫۵۲ کیلومتر مربع مساحت و ۶٬۶۷۵ نفر جمعیت دارد.